# برنت مو
برنت مو (بالنرويجية البوكمول: Bernt Moe)‏ هو نَسَّاب ومؤرخ نرويجي، ولد في 1 يونيو 1814، وتوفي في 5 يونيو 1850.